# C4 (label discographique)
Pour les articles homonymes, voir C4.
C4 est un label discographique et producteur musical basé à Montréal, au Québec, Canada. La maison de disque est associée au « son du Lac », grâce aux sonorités obtenues des réalisateurs Olivier Langevin et Pierre Girard, ainsi qu'au président Pierre Thibault, qui fonde un festival mettant en valeur le rock originaire de la région du lac Saint-Jean,,.